# Banovci
Banovci är en ort i landskapet Slavonien i  östra Kroatien nära gränsen till Serbien. Banovci har 479 invånare (2001). Majoriteten är serber.

## Historia
Fram till 1900 hette orten Novi Banovci. 1900-1991 kallades orten för Šidski Banovci. Detta namn används i stor utsträckning av lokalbefolkningen. Sedan 1991 är ortens officiella namn Banovci. 

## Demografi
Fram till andra världskriget var en majoritet av befolkningen tyskar. Under krigets slutskede 1944 tvingades den tyska befolkningen bort och orten befolkades istället med serber från södra Kroatien, Lika och Dalmatien. 
| population | population | population | population | population | population | population | population | population | population | population | population | population | population | population |
| ---------- | ---------- | ---------- | ---------- | ---------- | ---------- | ---------- | ---------- | ---------- | ---------- | ---------- | ---------- | ---------- | ---------- | ---------- |
| 1857       | 1869       | 1880       | 1890       | 1900       | 1910       | 1921       | 1931       | 1948       | 1953       | 1961       | 1971       | 1981       | 1991       | 2001       |
| 460        | 779        | 651        | 836        | 890        | 990        | 1047       | 1139       | 1028       | 1138       | 1084       | 975        | 778        | 653        | 479        |